# 前501年
| 千纪： | 前1千纪 |
| 世纪： | 前7世纪 \| 前6世纪 \| 前5世纪 |
| 年代： | 前530年代 \| 前520年代 \| 前510年代 \| 前500年代 \| 前490年代 \| 前480年代 \| 前470年代 |
| 年份： | 前506年 \| 前505年 \| 前504年 \| 前503年 \| 前502年 \| 前501年 \| 前500年 \| 前499年 \| 前498年 \| 前497年 \| 前496年                                                                                           |
| 纪年： | 周敬王十九年 魯定公九年 齊景公四十七年 晉定公十一年 秦哀公三十六年 宋景公十六年 楚昭王十五年 卫灵公三十四年 陈湣公元年 蔡昭侯十八年 曹伯阳元年 郑献公十三年 燕简公四年 杞悼公十七年 吴王阖闾十四年 越王允常十年 |

## 大事記
- 魯定公9年，孔子任中都（今山東省汶上縣西）宰。
- 陽虎逃亡齊國，奔宋，又奔晉，被趙鞅任用。
- 秦哀公之孫秦惠公繼位。
- 鄭大夫鄧析著竹刑。執政駟歂殺鄧析，而用其竹刑。
- 鄭獻公卒，子鄭聲公嗣位。
- 齊國陷晉國夷儀，衛靈公率軍過中牟，中牟人敗齊軍。齊將晉三城交衛。

## 出生
- 伯虔
- 曹卹
- 冉孺

## 逝世
- 秦哀公，秦國君主（生年不詳）。
- 鄭獻公
- 鄧析
- 士鞅